# بابامنیر
بابامنیر،(به لری جنوبی: بابامونیر)، شهری از توابع بخش ماهورمیلاتی شهرستان ممسنی در استان فارس ایران است.

## جمعیت
این شهر در بخش ماهورمیلانی قرار دارد و بر پایه سرشماری مرکز آمار ایران در سال ۱۳۹۵، جمعیت آن ۱،۳۷۹ تن بوده‌است.

## قومیت
مردم این شهر از لر های ممسنی می‌باشند.